# Gilvánfa
Gilvánfa je selo na krajnjem jugu Republike Mađarske.
Zauzima površinu od 15,43 km četvorna.

## Zemljopisni položaj
Nalazi se na 45° 55' sjeverne zemljopisne širine i 17° 58' istočne zemljopisne dužine, 12,5 km sjeverno-sjeverozapadno od Drave, granice s Hrvatskom, odnosno s Podravskom Slatinom. Magyarmecske je 1,5 km sjeverno, Magyartelek je 2 km sjeveroistočno, Ózdfalu je 3 km istočno-sjeveroistočno, Bogádmindszent je 5 km istočno, Páprád je 3,5 km jugoistočno, Bešenca je 1,5 km južno, Okrag je 6 km zapadno, Ostrovo je 4,5 km jugozapadno.

## Upravna organizacija
Upravno pripada Šeljinskoj mikroregiji u Baranjskoj županiji. Poštanski broj je 7954. 

## Promet
Gilvánfa se nalazi 3,5 km sjeveroistočno od željezničke prometnice Šeljin-Harkanj.

## Stanovništvo
Gilvánfa ima 392 stanovnika (2001.). U selu ima Mađara, a Romi, koji u selu imaju manjinsku samoupravu, čine većinu, preko 70%. Preko 90% stanovnika su rimokatolici.

## Vanjske poveznice
- Gilvánfa na fallingrain.com